# نادي المستقبل المشرق
نادي المستقبل المشرق الرياضي هو فريق كرة قدم عراقي مقره في نينوى، تم تأسيسه عام 2005، يلعب في الدوري العراقي الدرجة الثانية.

## أنظر أيضا
- كأس العراق 2021-22

## روابط خارجية
- نادي المستقبل المشرق على موقع Goalzz.com
- أندية العراق - تواريخ التأسيس